# Liste des arbres fruitiers

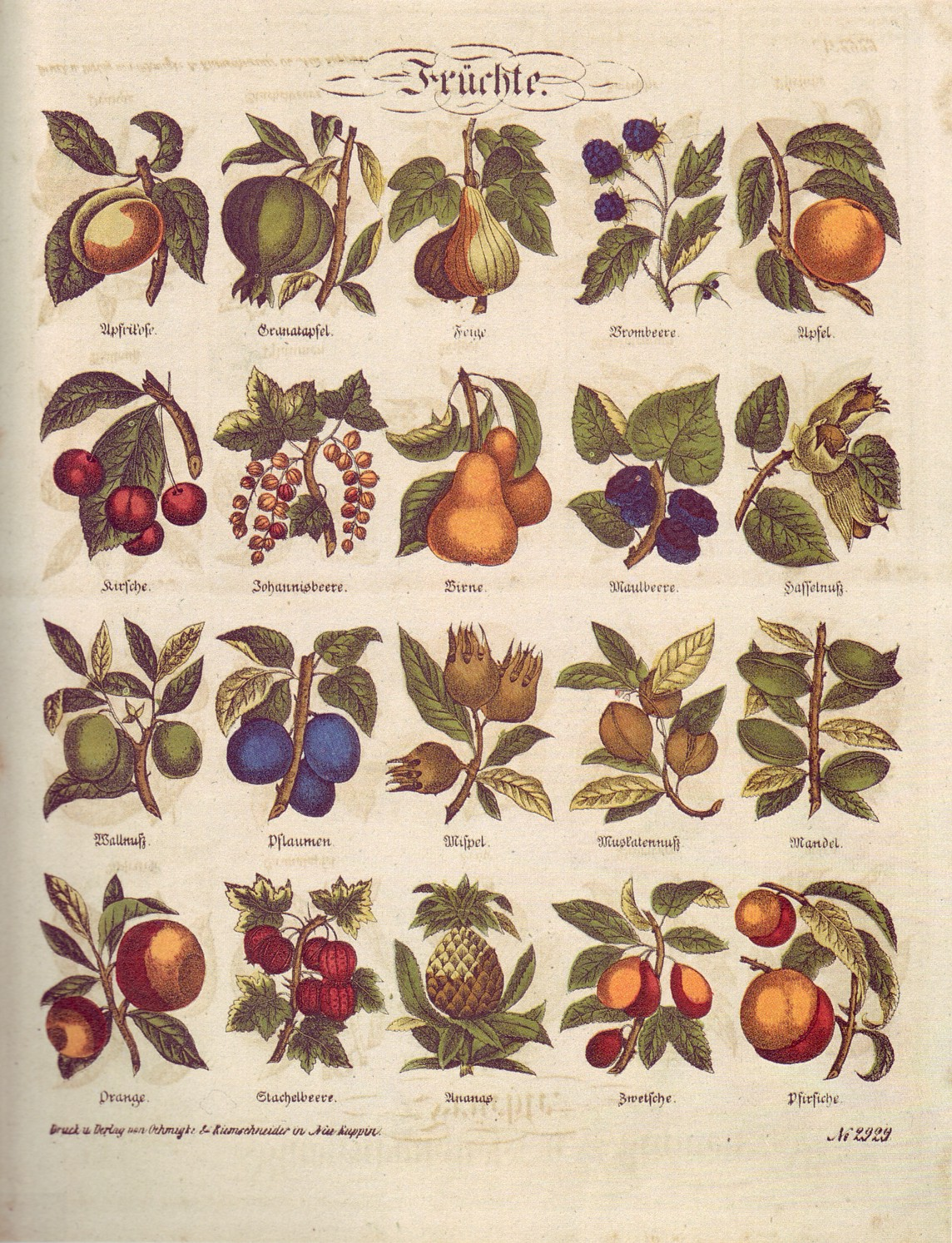
Présentation de fruits de différents arbres fruitiers

## Arbres fruitiers des zones tempérées
| - Abricotier - Amandier - Amélanchier - Asiminier trilobé - Cerisier - Châtaignier - Cognassier - Cormier - Merisier - Mirabellier - Mûrier blanc | - Mûrier noir - Néflier - Noisetier - Noyer commun - Pêcher - Pin pignon - Poirier - Pommier - Prunier |

## Arbres fruitiers des zones méditerranéennes et subtropicales
| - Arbousier - Argousier - Arganier - Avocatier - Bergamotier - Bibacier - Bigaradier - Caroubier - Cédratier - Clémentinier - Citronnier - Dattier, Palmier dattier - Feijoa (Goyavier du Brésil) | - Figuier - Figuier de Barbarie - Grenadier - Jujubier - Limettier - Mandarinier - Marula - Néflier du Japon - Noyer du Queensland - Olivier - Oranger - Pistachier - Pamplemoussier - Pacanier - Plaqueminier |

## Arbres fruitiers des zones tropicales
| - Acérola - Anacardier - Arbre-à-pain - Avocatier - Badamier - Bananier - Carambolier - Cocotier - Chérimolier - Goyavier | - Jacquier - Litchi - Mangoustanier - Manguier - Noyer du Brésil - Papayer - Safoutier - Sapotillier - Tamarinier |